# Celama desmotes
Celama desmotes är en fjärilsart som beskrevs av Turner 1899. Celama desmotes ingår i släktet Celama och familjen trågspinnare. Inga underarter finns listade i Catalogue of Life.